# Rhynchonycteris naso
Il pipistrello dalla proboscide (Rhynchonycteris naso Wied-Neuwied, 1820) è un pipistrello della famiglia degli emballonuridi, unica specie del genere Rhynchonycteris (Peters, 1867), diffuso nell'America centrale e meridionale.

## Descrizione

### Dimensioni
Pipistrello di piccole dimensioni, con la lunghezza della testa e del corpo tra 36 e 48 mm, la lunghezza dell'avambraccio tra 35,5 e 41 mm, la lunghezza della coda tra 11 e 14 mm, la lunghezza delle orecchie tra 11 e 14 mm, la lunghezza del piede tra 6 e 8 mm e un peso fino a 6 g.

### Caratteristiche craniche e dentarie
Il cranio presenta ossa pre-mascellari larghe posteriormente che terminano sulla superficie dorsale del rostro, il quale è lungo circa la metà della lunghezza della scatola cranica. Il processo post-orbitale è ben sviluppato e leggermente curvo. La bolla timpanica è relativamente grande. Gli incisivi inferiori sono trifidi.
Sono caratterizzati dalla seguente formula dentaria:

### Aspetto
La pelliccia è soffice, densa e si estende dorsalmente sulle membrane alari fino al primo terzo dell'avambraccio ed al ginocchio. Il colore del dorso varia dal bruno brizzolato al grigiastro. Sono presenti due strisce biancastre longitudinali sulla parte posteriore della schiena. Le parti ventrali sono grigio-brunastre chiare. Le membrane alari sono marroni scure, mentre la caratteristica sacca ghiandolare alare della famiglia è assente. Dei ciuffi di peli biancastri sono disposti dietro e lungo la parte dorsale dell'avambraccio. Il muso è allungato, con il labbro superiore che si estende ben oltre quello inferiore. Le orecchie sono marroni scure, strette ed appuntite, mentre il trago è piccolo e triangolare. Il calcar è molto più lungo della tibia. Le femmine sono generalmente più grandi. Il cariotipo è 2n=22 FN=36.

### Ecolocazione
Emette ultrasuoni sotto forma di impulsi a frequenza costante compresi tra 80 e 105 kHz, con una componente armonica secondaria, la quale risulta più potente della primaria.

## Biologia

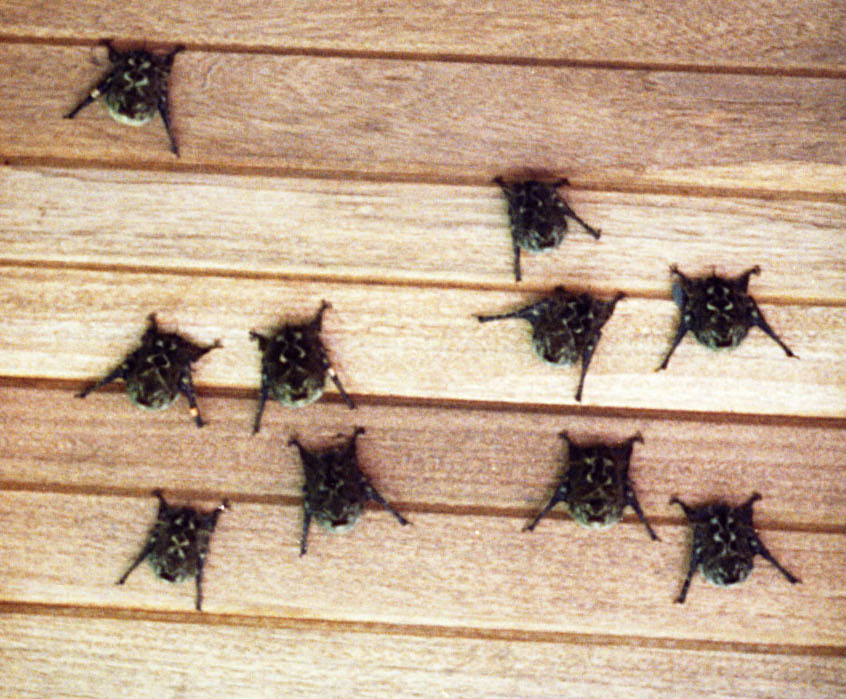
Un gruppo di pipistrelli dalla proboscide sul soffitto di un bungalow in Costa Rica

### Comportamento
Si rifugia in colonie che variano da 3 a 45 individui, tra le radici degli alberi, sotto ponti, all'entrate di grotte sopra l'acqua oppure sotto foglie di banano o Heliconia. Talvolta è stato osservato anche tra le rocce e i dirupi sempre vicino a specchi d'acqua. Si dispone lungo file verticali, con gli esemplari separati uno dall'altro di solo circa un centimetro. All'interno di ogni gruppo sono presenti diversi maschi ma non vi è la presenza di alcun harem all'interno di esso. L'attività predatoria inizia al tardo tramonto, sebbene sia stato osservato in volo anche di giorno.

### Alimentazione
Si nutre esclusivamente di insetti, inclusi Chironomidi, zanzare, scarafaggi e tricotteri. Solitamente caccia sulla superficie dell'acqua o poco al disopra. 

### Riproduzione
Le femmine danno alla luce un piccolo alla volta in qualsiasi periodo dell'anno. I piccoli diventano indipendenti dopo circa una settimana e raggiungono le dimensioni adulte a 2 settimane.

## Distribuzione e habitat
Questa specie è diffusa nell'America centrale dagli stati meridionali messicani di Veracruz ed Oaxaca, Honduras, Nicaragua, El Salvador, Belize, Panama, Costa Rica, attraverso la Colombia, Venezuela, Guyana, Guyana francese, Suriname, Ecuador e Perù orientali, Brasile settentrionale e centrale fino alla Bolivia settentrionale. Si trova anche sull'isola di Trinidad.
Vive in aree umide all'interno di foreste tropicali sempreverdi fino a 500 metri di altitudine. In Messico è stato osservato anche in foreste secondarie, colture e praterie.

## Conservazione
La IUCN Red List, considerato il vasto areale, all'interno del quale è molto comune in zone umide, classifica R.naso come specie a rischio minimo (Least Concern)).